# Europese kampioenschappen atletiek 2022 – marathon
Het Europees kampioenschap marathon 2022 werd gehouden op 15 augustus 2022. De kampioenshappen waren een onderdeel van de Europese kampioenschappen atletiek 2022 en de Europese kampioenschappen 2022 in München.
De regerende kampioenen waren Koen Naert en Volha Mazuronak; die laatste kon haar titel niet verdedigen omwille van de uitsluiting van Wit-Russische atleten.

## Uitslagen

### Mannen[1]
| Plaats | Naam            | Land      | Tijd    |
| ------ | --------------- | --------- | ------- |
| 1      | Richard Ringer  | Duitsland | 2:10.21 |
| 1      | Maru Teferi     | Israël    | 2:10.23 |
| 1      | Gashau Ayale    | Israël    | 2:10.29 |
| 4      | Amanal Petros   | Duitsland | 2:10.39 |
| 5      | Nicolas Navarro | Frankrijk | 2:10.41 |
| 6      | Ayad Landassem  | Spanje    | 2:10.52 |
| 7      | Yimer Getahun   | Israël    | 2:10.56 |
| 8      | Koen Naert      | België    | 2:11.28 |
| 9      | Girmaw Amare    | Israël    | 2:11.32 |
| 10     | Michaël Gras    | Frankrijk | 2:12.39 |

### Vrouwen[2]
| Plaats | Naam                | Land        | Tijd    |
| ------ | ------------------- | ----------- | ------- |
| 1      | Aleksandra Lisowska | Polen       | 2:28.36 |
| 1      | Matea Parlov        | Kroatië     | 2:28.42 |
| 1      | Nienke Brinkman     | Nederland   | 2:28.52 |
| 4      | Miriam Dattke       | Duitsland   | 2:28.52 |
| 5      | Giovanna Epis       | Italië      | 2:29.06 |
| 6      | Domenika Mayer      | Duitsland   | 2:29.21 |
| 7      | Fionnuala Mccormack | Ierland     | 2:29.25 |
| 8      | Hanne Verbruggen    | België      | 2:29.44 |
| 9      | Fabienne Schlumpf   | Zwitserland | 2:30.17 |
| 10     | Deborah Schöneborn  | Duitsland   | 2:30.35 |

Turijn 1934 ·
Parijs 1938 ·
Oslo 1946 ·
Brussel 1950 ·
Bern 1954 ·
Stockholm 1958 ·
Belgrado 1962 ·
Boedapest 1966 ·
Athene 1969 ·
Helsinki 1971 ·
Rome 1974 ·
Praag 1978 ·
Athene 1982 ·
Stuttgart 1986 ·
Split 1990 ·
Helsinki 1994 ·
Boedapest 1998 ·
München 2002 ·
Göteborg 2006 ·
Barcelona 2010 ·
Zürich 2014 ·
Berlijn 2018 ·
München 2022 ·